# Västra Kölsjön
Västra Kölsjön är en sjö i Nordanstigs kommun i Hälsingland och ingår i Harmångersåns huvudavrinningsområde. Sjön har en area på 0,395 kvadratkilometer och ligger 355,2 meter över havet.

## Delavrinningsområde
Västra Kölsjön ingår i det delavrinningsområde (689799-153228) som SMHI kallar för Utloppet av Västra Kölsjön. Medelhöjden är 391 meter över havet och ytan är 4,07 kvadratkilometer. Räknas de 2 avrinningsområdena uppströms in blir den ackumulerade arean 13,93 kvadratkilometer. Vattendraget som avvattnar avrinningsområdet har biflödesordning 2, vilket innebär att vattnet flödar genom totalt 2 vattendrag innan det når havet efter 79 kilometer. Avrinningsområdet består mestadels av skog (82 procent). Avrinningsområdet har 0,4 kvadratkilometer vattenytor vilket ger det en sjöprocent på 9,7 procent.